# 山崎二休
山崎二休（1554年—1631年）是琉球國第二尚氏王朝時期的醫師。他出生於日本北陸道越前國，號二休，名乘守三。
山崎二休原本是日本越前的醫師，聽說南海的琉球國與唐（明朝）關係密切，估計琉球有習得中醫的優秀醫師，於是來到琉球學習醫術，定居於那霸。然而事實上當時琉球的醫術比日本落後，山崎二休反而被當作一名從日本來的優秀醫師，受到了尚寧王的器重，成為了國王的御典藥（侍醫）。
1609年，薩摩藩島津氏派遣樺山久高、平田增宗侵略琉球。山崎二休負責首里城西櫓物見台（島添阿佐那）的城防。薩軍法元貳右衛門部的武士攀上石垣，山崎二休奮勇作戰，擊退了法元部的進攻。然而最終尚寧王不忍心讓首里城百姓遭受兵災，決定派人出城投降，並召山崎二休退回自宅中。首里城陷落，山崎二休在回宅途中被法元貳右衛門俘虜。法元貳右衛門問山崎為何身為日本人卻為琉球效忠。山崎回答說琉球王施仁政，並且於自己有恩義，理當為之效力，並願意一死以報尚寧王之恩。在確定山崎二休將被處決時，尚寧王派人前往薩摩軍中，以私藏的財寶收買薩軍的行刑者，山崎二休最終免於一死。尚寧王被俘虜到薩摩藩時，山崎二休請求跟隨尚寧王，但卻被留在了琉球，守衛首里城。
山崎二休於1631年在琉球逝世，臨終前寫下和歌一首：
山崎的後代都成為琉球的士族，如葉氏伊集、石原、內聞等家族就是他的後代。其第三子山崎休意（唐名葉自意，名乘守庸）曾在日本京都學習了三年醫術，山崎休意的後代多為琉球的御醫。琉球官修史書《球陽》在附卷中收錄有山崎二休的事蹟，稱讚其對琉球王室的忠誠。

## 相關人物
- 盛元龍（宗味入道普基） — 日本越前國僧人，效命於琉球，教授琉球人養蠶之法。
- 喜安 — 同時期出仕琉球王府的日本僧人。
- 沙也可 — 萬曆朝鮮戰爭中為朝鮮效力的日本人。

## 外部連結
- http://okinawa-rekishi.cocolog-nifty.com/tora/2009/01/post-62d7.html （页面存档备份，存于）
- [永久]
- 山崎二休 琉球新報 （页面存档备份，存于）